# L7汎用機関銃
L7汎用機関銃（L7はんようきかんじゅう、英: L7 General Purpose Machine Gun）は、イギリスで開発された7.62x51mm NATO弾を使用する汎用機関銃である。

## 概要
FNハースタル社のFN MAGをロイヤル・スモール・アームズ・ファクトリーがライセンス生産し、イギリス軍向けに改修設計した機関銃である。主にイギリス陸軍・イギリス海軍で使用されている。また、イギリス陸軍特殊空挺部隊（SAS）・イギリス海軍特殊舟艇部隊（SBS）でも使用されている。
モデル60-20 T3がL7A1 GPMG（General Purpose Machine Gun）としてイギリス陸軍に採用されたが、各所を改良したT6が開発され、現在ではL7A2 GPMGの制式名称でL7A1に代わって配備されている。ただし、兵士からは制式名称よりも「お巡りさん」を意味するギンピー（Gimpy）と親しみを込めて呼ばれている。
H&K社がL7A2の近代化改修を受注した。今回の改修は、以前H&KがL85の改修作業を請け負ったことがきっかけである。近代化改修されたL7A2がDSEi2009で公開された。改修内容は以下のとおり。
- 軽量化のため、バレルにフルートを入れ、レシーバーをチタニウムで製作した（これは、アメリカのM240機関銃が先に行っている）。
- レシーバー上部にピカティニー・レールを装備した。

## 派生型
L7A1
7.62x51mm NATO弾使用、オリジナルのFN MAG-58機関銃と同じ。
L7A2
L7A1の派生型 - 給弾機構の改善と、50連発弾帯を収納する弾薬箱を装着できるよう改修。
L8A1
L7A1の派生型 - 銃床を撤去した遠隔射撃用。
L37A1
L8A1の派生型 - L8A1に歩兵部隊用拡張キットを標準添付したもの。
L37A2
L37A1の派生型 - L8A2に歩兵部隊用拡張キットを標準添付したもの。
L8A2
L8A1の派生型 - 給弾機構を改善。
L19A1
L7A1の派生型 - 銃身強化型。
L20A1
L7A1の派生型 - 砲塔や外部マウント用の遠隔射撃用。
L20A2
L20A1の派生型 - 給弾機構を改善。
L44A1
L20A1の派生型 - イギリス海軍用。
L43A1
L7A1の派生型 - FV101 スコーピオン搭載用。